# La lamentabilidad de las cosas
La lamentabilidad de las cosas (en neerlandés: De helaasheid der dingen, también conocida por su título en inglés The Misfortunates) es una comedia dramática belga de 2009 dirigida por Felix van Groeningen, adaptada de la novela homónima del escritor belga Dimitri Verhulst. 

## Trama
La lamentabilidad de las cosas cuenta la historia de Gunther Strobbe (en gran parte basada en la de Dimitri Verhulst), quien a sus 13 años vive con su abuela, su padre Marcel y sus tíos Breejen, Koen y Petrol, cuyas vidas se ven envueltas en la marginalidad, el fracaso financiero, el alcoholismo y las malas decisiones amorosas. Todo esto provoca en Gunther la incertidumbre de saber qué será de su vida, llevándolo a recibir castigos frecuentes en la escuela debido a su comportamiento en donde es obligado a escribir. La historia se narra con un paralelismo entre los recuerdos de la adolescencia de Gunther y cómo esos hechos moldearon al escritor aparentemente errante que es en su madurez.

## Premios y nominaciones
La cinta ganó el premio Arte y Ensayo en el Festival de Cannes de 2009. También fue premiada en el 17° Festival Internacional de Cine de Hamptons. Por su parte, representó a Bélgica en la 82° Ceremonia de los Premios Óscar en la categoría Óscar a la mejor película extranjera.